# 海腹川背 BaZooKa!
『海腹川背 BaZooKa!』（うみはらかわせ バズーカ!）は、スタジオ最前線が開発しサクセスより2020年5月28日に発売された対戦アクションゲーム。

## 概要
対戦プレイモードの搭載は『海腹川背』シリーズ初で、シリーズの特徴であるルアー付きの伸縮するロープを用いる「ラバーリングアクション」による戦いが展開される。プレイアブルキャラクターは、『海腹川背』シリーズに加え、サクセスやスタジオ最前線の他のゲームソフトからゲストキャラクターが多数登場する。
作品内のグラフィックなどは2019年発売の『海腹川背 Fresh!』をベースにしている。2024年2月28日には、シティコネクションの音楽レーベル「クラリスディスク」より、本作と『海腹川背 Fresh!』の楽曲を収録した『海腹川背 BaZooKa! ＆ 海腹川背 Fresh! オリジナルサウンドトラック』が発売された。

## システム
固定画面アクションゲームのようなサイドビューのステージで最大4人による対戦を行う。各キャラクターは対戦開始時に星印を1つずつ所持しているが、撃破されると1つ失い、他のプレイヤーがこれを取得することができる。制限時間終了時に星印を最も多く所持していたプレイヤーの勝利で、1位が複数存在する場合はサドンデスが行われる。
基本アクションとして、ルアーの射出、2段ジャンプ、3種類のスキルを使用する。ステージ内にあるオブジェクトにルアーを刺して取得すると砲弾に変化し、これを発射する「バズーカ」で他のプレイヤーに当てると撃破することができる。スキルの使用には、対戦開始時より自然増加するゲージを消費する。スキルの種類は、ゲージを一定量消費する通常スキル2種類と、ゲージが満タンの時のみ使用できる大技の「スキルSP」がある。
上記の「バトルモード」のほかに、全40ステージのクリアを目指す「チャレンジモード」があり、1人プレイ専用の「ひとりモード」と最大4人でプレイする「なかまモード」のどちらかを選択する。次々に現れる敵を倒していくとコインが手に入り、これを規定枚数集めればステージクリアとなる。

## プレイアブルキャラクター
ウミハラカワセ
登場作品：海腹川背 Fresh!
声 - 神保歩美
各地を放浪する流しの板前。ゲーム内表記は「カワセ」。
シルビィ
登場作品：海腹川背 Fresh!
声 - 平出まどか
レストラン「ただいま亭」の女将。原作では「女将さん」と表記される。
ギン
登場作品：海腹川背 Fresh!
声 - 岩永悠平
伝説のキャンパーで、シルビィの夫。原作では「旦那さん」と表記される。
ドナ・ド・シュタイン
登場作品：海腹川背 Fresh!
天空城の女王。ゲーム内表記は「女王さま」。ドナ・ド・シュタインというフルネームは本作の公式サイトで初めて明らかになった。
ナタ・デ・コットン（海腹川背 Fresh!）
登場作品：海腹川背 Fresh!
声 - 宮木南美
魔法使いの少女。『コットン』シリーズのキャラクターだが、『海腹川背 Fresh!』でゲストキャラクターとして登場した際の姿をしている。ゲーム内表記は「コットン（Fresh!）」。
なお、声を担当する宮木南美は2019年に実施された「コットンリブート（仮）声優オーディション」でコットン役に選ばれたが、『コットン リブート!』の発売は本作の翌年の2021年で、本作では先行してコットンを演じている。
ナタ・デ・コットン（コットン）
登場作品：コットンシリーズ
声 - 宮木南美
原作同様にローブをまとったコットン。ゲーム内表記は「コットン（オリジン）」。
アプリ・ケ・パンプキン
登場作品：コットン2
声 - 氷青
パンプキン王国の第3王女でもある魔女。ゲーム内表記は「アプリ」。
江美子ちゃん（えみこちゃん）
登場作品：さよなら 海腹川背
声 - 今関侑香
『さよなら 海腹川背』の主人公・海腹川背の小学生時代の友達だった9歳の少女。ゲーム内表記は「江美子」。
横山埜鼓（よこやまのこ）
登場作品：さよなら 海腹川背
声 - 永峰遙
『さよなら 海腹川背』の主人公・海腹川背の子孫で、未来からやってきた時空警察の調査官。ゲーム内表記は「ノッコ」。
ルフィー
登場作品：どきどきポヤッチオ
声 - 倉本一花
魔法使い見習いの少女。
マリン
登場作品：どきどきポヤッチオ
声 - 野田順子
ボーイッシュな少女。
ピア
登場作品：どきどきポヤッチオ
声 - 高橋美紀
魔法使い見習いの少女。
ダイチ
登場作品：本作オリジナル
「バズーカ部」の部長。
テンコ
登場作品：本作オリジナル
声 - 本宮佳奈
「バズーカ部」のメンバー。
ナナ
登場作品：本作オリジナル
声 - 喜多かりん
遺伝子を操作された幼女。
ルシーナ
登場作品：本作オリジナル
声 - 夏怜
元宇宙海賊の女性で、サキュバス族の姫といううわさがある。
スズナ
登場作品：本作オリジナル
ダイチとテンコの幼馴染。
ドズル
登場作品：ドズル社（YouTubeチャンネル）
声 - ドズル（本人役）
YouTuber。なお、ドズルは本作の発表イベントでMCを務めている。
アリエル・シンクレア
登場作品：楽園生活 ひつじ村 大地の恵みと冒険の海
声 - ふなきかなみ
海に囲まれた村「ひつじ村」の村長。ゲーム内表記は「アリエル」。
ソニックキャット
登場作品：リング☆ドリーム 女子プロレス大戦など
声 - 斎藤千和
プロレス団体「東京女子プロレス」所属のプロレスラー。本名は結城みか（ゆうきみか）。
ポチ
登場作品：メタルサーガシリーズ
声 - 大久保ちか
銃で武装した柴犬。
千羽烏月（せんばうづき）
登場作品：アカイイト
声 - 松井菜桜子
「鬼切り役」の称号を持ち、宝刀「維斗（いと）」を携える女子高校生。ゲーム内表記は「烏月」。